# Превентивна здравствена заштита
Превенција или превентива је, у изворном значењу, спречавање неке болести или поремећеног понашања или појаве која оставља последице по неке особе или групе. Обично се говори о примарној, секундарној и терцијарној превенцији.

## Примарна превенција
Примарна превенција представља акције које се предузимају како би се спречила појава услова који резултују болестима или социјалним проблемима. Развој санитарних система, рекреационих центара и паркова у заједници служи превенцији болести. У социјалној заштити, примарна превенција обухвата активности везане за основну едукацију и социјализацију људи (становање, основно образовање и стручно оспособљавање, развој вештина исл.) као и активности које клијентима пружају нове просоцијалне могућности.

## Секундарна превенција
Секундарна превенција подразумева активности које имају за циљ рано откривање болести, чиме се повећава могућност за интервенције које спречавају напредовање болести и појаву симптома.

## Терцијарна превенција
Терцијарна превенција подразумева настојање да се избегне поновно јављање неке болести.